# Железный Рог
Железный Рог — мыс на южном берегу Таманского полуострова, в 10 км южнее станицы Тамань (Краснодарский край).
Мыс протягивается на 1,3 км и находится на высоте 65 м над уровнем моря. Равнинная верхняя площадка мыса засажена виноградниками. У юго-западного берега расположен небольшой пляж.
Железный Рог — единственное место на Кубани, где имеется выход железной руды на поверхность земли. Железо здесь добывали до 1932 года кустарным способом; сейчас мощность пласта бурого железняка, не поддающегося размыву, составляет от 3,5 до 4 м.